# Coquimbo (region)
29°54′28″S 71°15′15″V / 29.90778°S 71.25417°V
Coquimbo er en af Chiles regioner og har nummer IV på den officielle liste. Den har et areal på 40.579,9 km² og grænser op til Atacama mod nord, Valparaíso mod syd, til Argentina mod øst og Stillehavet mod vest. 
Den regionale hovedstad er La Serena, mens andre vigtige byer er havnebyen Coquimbo og centeret for landbrug, Ovalle.

## Geografi og økologi
Coquimbo udgør det smalleste stykke af Chile og er dermed en af landets mest bjergrige regioner, idet Andesbjergene her når tættere ud til Stillehavet end på noget andet sted. Regionen har livsformer, der er typiske for kyster, samtidig med arter, der er karakteristiske for bjergene. 
Mod syd i bjergområderne i Coquimbo finder man den sjældne og truede honningpalme (Jubaea chilensis), hvis voksesteder er truet af menneskets overbefolkning i regionen og den medfølgende mindskelse af skovområderne til fordel for beboelse og landbrug.
Elqui-dalen er hjemsted for en række astronomiske observatorier, der nyder godt af områdets klare himmel. Her finder man også den 600 m lange dæmning, Puclaro, der opstemmer Elqui-floden og skaber et reservoir på omkring 7 km i længden.

## Demografi
Minedrift og landbrug har skabt en række bebyggelser i regionen i forbindelse med de tværgående dale og mineralfundene. Oprindeligt blev denne organisering skabt af diaguita-indianernes landsbyer. En overvejende del af befolkningen (70-75%) er mestizer med en blanding af lokal indiansk og europæisk baggrund, og denne andel er større end i nogen anden region i Chile. Af andre oprindelige folk i regionen kan nævnes aymaraer, atacamaer, mapucher og quechuaer, der er indvandret fra Peru og Bolivia.
Af indvandrere længere væk fra er der især europæere (blandt andet baskere og andalusere fra Spanien og folk med kroatisk, græsk, italiensk, occitansk-fransk eller galicisk/portugisisk afstamning), andre latinamerikanere, nordamerikanere (mere end ti tusinde hævder at stamme fra cherokee-stammen, der blev deporteret i 1880'erne fra USA) og østasisater (mest fra Kina og Korea). I slutningen af det 19. og det meste af det 20. århundrede betød en massiv tilflytning af chilenere fra den store dal mod syd i landet, at den tidligere så kulturelt afsondrede og landbrugsprægede region ændrede sig til et langt mere dynamisk økonomisk område.
Den seneste befolkningsmæssige udvikling har især ramt La Serena-Coquimbo, der er på vej til at smelte sammen til ét byområde med omkring 300.000 indbyggere, hvilket udgør omkring halvdelen af regionens befolkning. Ifølge 2002-folketællingen er de største byer (nævnt efter befolkningstal): La Serena (148.815 indb.), Coquimbo (148.438), Ovalle (66.405), Illapel (21.826), Vicuña (12.910), Salamanca (11.615) og Los Vilos (10.966).

## Økonomi
Regionen er et populært turistområde, hvor gæsterne især er tiltrukket af de lange strande, hvoraf mange har fint hvidt sand, et svalende badevand samt regionens generelt milde klima.
Ved siden af turismen er regionens vigtigste erhverv fiskeri og landbrug. Dertil kommer minedrift, hvor Los Pelambres-kobberminen nær Salamanca er en af de største i verden med en årlig produktion på 2,1 milliarder tons.

## Kendte personer
Nobelprisvinderen og forfatteren Gabriela Mistral stammede fra Vicuña i Elqui-dalen.